# Zugor Sándor
Zugor Sándor (Bosznabrod, 1923. február 7. – New York, 2002. február 1.) magyar származású amerikai festő- és grafikusművész.

## Életpályája
1924-ben Székesfehérvárra került családjával édesapja szüleihez. Középiskolai tanulmányait Székesfehérváron végezte el.
1941–1946 között a Magyar Képzőművészeti Főiskola hallgatója volt. Itt Szőnyi István és Varga Nándor Lajos oktatták. Osztálytársa volt többek közt: Hantai Simon és felesége Bíró Zsuzsa, Reigl Judit, Bíró Antal; ők is külföldön telepedtek le. 1947-ben Rómába kapott ösztöndíjat a Római Magyar Akadémiára. 1948 végén jött haza.
1950-ben többször is megpróbált Párizsba szökni. A lebukást követően egy évig a veszprémi börtönben raboskodott, majd az Államvédelmi Hatóság és a rendőrség felügyelete alá került. 1953–1956 között a nagymarosi és sárospataki művésztelepen dolgozott. 1955-ben – a Képzőművészeti Alap I. Alkotóházában – Sárospatakon együtt vendégeskedett Károlyi Amy, Weöres Sándor, Konok Tamás művészekkel. 1956-ban elhagyta Magyarországot. Egy hónapig Bécsben volt, majd Clevelandben három hónapot töltött. Eztután telepedett le New Yorkban. Első műterméhez kb. négy év után jutott.
Az 1960-as években fejezték be a Bell telefon-laboratórium átépítését, amiben műteremlakásokat alakítottak ki. Az elsők között kapott egy szép kétszintes műteremlakást. 1962-ben kapta meg az amerikai állampolgárságot. 1968-ban jött vissza először Magyarországra.
1970-ben kezdeményezésére létrejött egy grafikai kísérletező műhely, melynek aktív direktora volt tizenöt évig, pár mecénás segítségével, kb. 25 taggal működött.
A Brooklyn College-ban, felsőfokú művészeti iskolában öt évig tanított kompozíciót és rajzot, s tíz éven át irányította az intézményt. Számos önálló és csoportkiállításon szerepelt szerte a világban.

## Díjai
- a Nemzeti Grafikai Pályázat első díja (1952)
- Berzsenyi-díj (Kaposvár, 1995)[5]